# Rödkrita

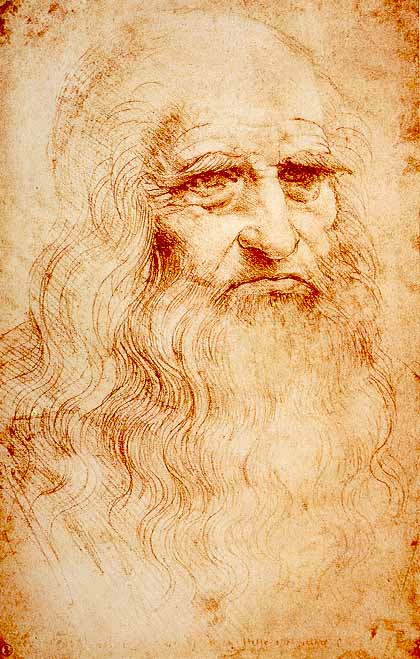
Leonardo da Vincis självporträtt I rödkrita

Rödkriteteckning, 1700-tal Skoklosters slott

Rödkrita, även kallad järnrött, rödockra, nürgbergrött, järnmönja, är ett matt eller glänsande mineral med brunröd färg och rött streck. Streckets färgton varierar mycket efter fyndorten.
Rödkrita är jordaktig, avfärgande, känns fet och är mycket mjuk. Specifik vikt är 3,1 – 3,8. Den består av likartad skiffrig lera som innehåller järnoxid.

## Förekomst
Fyndorter för rödkrita finns i Saalfeld i Thüringen samt i Tyrolen, Böhmen, Schlesien med flera ställen.

## Användning
Rödkrita används främst som märk- och teckningsmaterial och förekommer som råa brottstycken eller i utsågade längder. De mer kvalificerade rödkritstiften formas av pulveriserad och uppslammad rödkrita tillsatt med bindemedel, ibland innefattade i trähölje.
De eldröda ritstift som förekommer består vanligen inte av rödkrita utan av cinnober.